# Карпов Артем Сергійович
Артем Сергійович Карпов — майор Національної гвардії України, учасник російсько-української війни, що загинув під час російського вторгнення в Україну в 2022 році.

## Життєпис
Майор, проходив службу в 12 БрОП Національної гвардії України. Оперативний черговий чергової служби.
Загинув 20 березня 2022 року в боях з російськими окупантами в ході відбиття російського вторгнення в Україну в м. Маріуполі Донецької області.

## Нагороди
- орден «За мужність» III ступеня (2022, посмертно) — за особисту мужність і самовіддані дії, виявлені у захисті державного суверенітету та територіальної цілісності України, вірність військовій присязі, зразкове виконання службового обов'язку.